# Боровица (Видинская область)
Боровица (болг. Боровица) — село в Болгарии. Находится в Видинской области, входит в общину Белоградчик. Население составляет 171 человек.

## Политическая ситуация
В местном кметстве Боровица, в состав которого входит Боровица, должность кмета (старосты) исполняет Соня Кирилова Димитрова (Болгарская социалистическая партия (БСП)) по результатам выборов.
Кмет (мэр) общины Белоградчик — Емил Евгениев Цанков (независимый) по результатам выборов.